# سستو
سستو (به ایتالیایی: Sesto) یک منطقهٔ مسکونی در ایتالیا است که در تیرول جنوبی واقع شده‌است.

## خصوصیات
سستو ۸۰ کیلومترمربع مساحت و ۱٬۹۵۲ نفر جمعیت دارد و ۱٬۳۱۰ متر بالاتر از سطح دریا واقع شده‌است.